# Jukka-Pekka Saraste
Jukka-Pekka Saraste (Heinola, 1956. április 22. –) finn karmester és hegedűművész.

## Élete
Saraste Heinolában született Kauko Pekka Saraste és Ritva Leena-Marjatta Ruoranen tanárok fiaként. A Lahti Konzervatóriumban (Lahden Musiikkiopisto) hegedűsnek tanult, majd a Sibelius Akadémián a karmesterséget Jorma Panulával egy osztályban tanulta, ahol Esa-Pekka Salonen és Osmo Vänskä is. Mielőtt karmester lett volna, másodhegedűs, majd Leif Segerstam munkatársa volt a Finn Rádió Szimfonikus Zenekarában (RSO).
1983-ban Esa-Pekka Salonen és Saraste megalapították az Avanti! Kamarazenekart, amely kortárs zenei előadásokra specializálódott. 2000-ben a Finn Kamarazenekarral megalapította az Ekenäs Summer Concerts-Festivalt is, jelenleg pedig a Fesztivál és a Zenekar művészeti tanácsadója. Több turnén is irányította a Finn Kamarazenekart, köztük az Amerikai Egyesült Államokban és Kínában.
1987-ben Saraste lett az RSO vezető karmestere, 2001-ig töltötte be ezt a posztot. 1987-ben a Skót Kamarazenekar vezető karmestere is lett, ahol 1991-ig maradt. Jelenleg az RSO karmester-díjasa címet viseli. Kétszer rögzítette Jean Sibelius teljes szimfóniáját az RSO-val.
1994-ben lett a Torontói Szimfonikus Zenekar zenei igazgatója. Működésének későbbi éveit a zenekar anyagi nehézségei, számos zenész sztrájkja és a Roy Thomson Hall akusztikájának javítására irányuló sikertelen erőfeszítései jellemezték. Az 1999-es munkaügyi vita során felajánlotta, hogy közvetítőként szolgál a helyzet megoldására. 2001-ben távozott torontói posztjáról.
2002 és 2005 között Saraste a BBC Szimfonikus Zenekar vezető vendégkarmestere volt. 2006 augusztusában az Oslói Filharmonikusok zenei igazgatója lett, kezdetben ötéves szerződéssel. 2009 júniusában norvégiai szerződését meghosszabbították a 2012–2013-as szezonra. Ottani megbízatását a 2012–2013-as szezon után fejezte be. 2006 decemberében a Lahti Szimfonikus Zenekar bejelentette Saraste kinevezését művészeti tanácsadójává 2008-tól 2011-ig, 2008-ban a Lahti Sibelius Fesztivál művészeti igazgatójává nevezték ki, az év novemberében a kölni WDR Symphonieorchester bejelentette Saraste kinevezését következő vezető karmesterré, a 2010–2011-es szezontól kezdve. A posztot a 2018–2019-es évadban töltötte be. 2022 áprilisában a Helsinki Philharmonic Orchestra bejelentette, hogy Sarastét nevezik ki következő vezető karmesternek, a 2023–2024-es szezontól kezdődően hároméves szerződéssel.
Saraste 2000-ben elnyerte a Finn Állami Zenei Díjat. A York Egyetemen (Toronto) Doctor honoris causa kitüntetést kapott, Sibelius-éremmel. További kitüntetései közé tartozik a Norvégiában odaítélt Sibelius-díj és a Pro Finlandia-érem is. 2023-ban megkapta a Finn Oroszlán Lovagrend parancsnoki jelvényét.